# Miljöbil

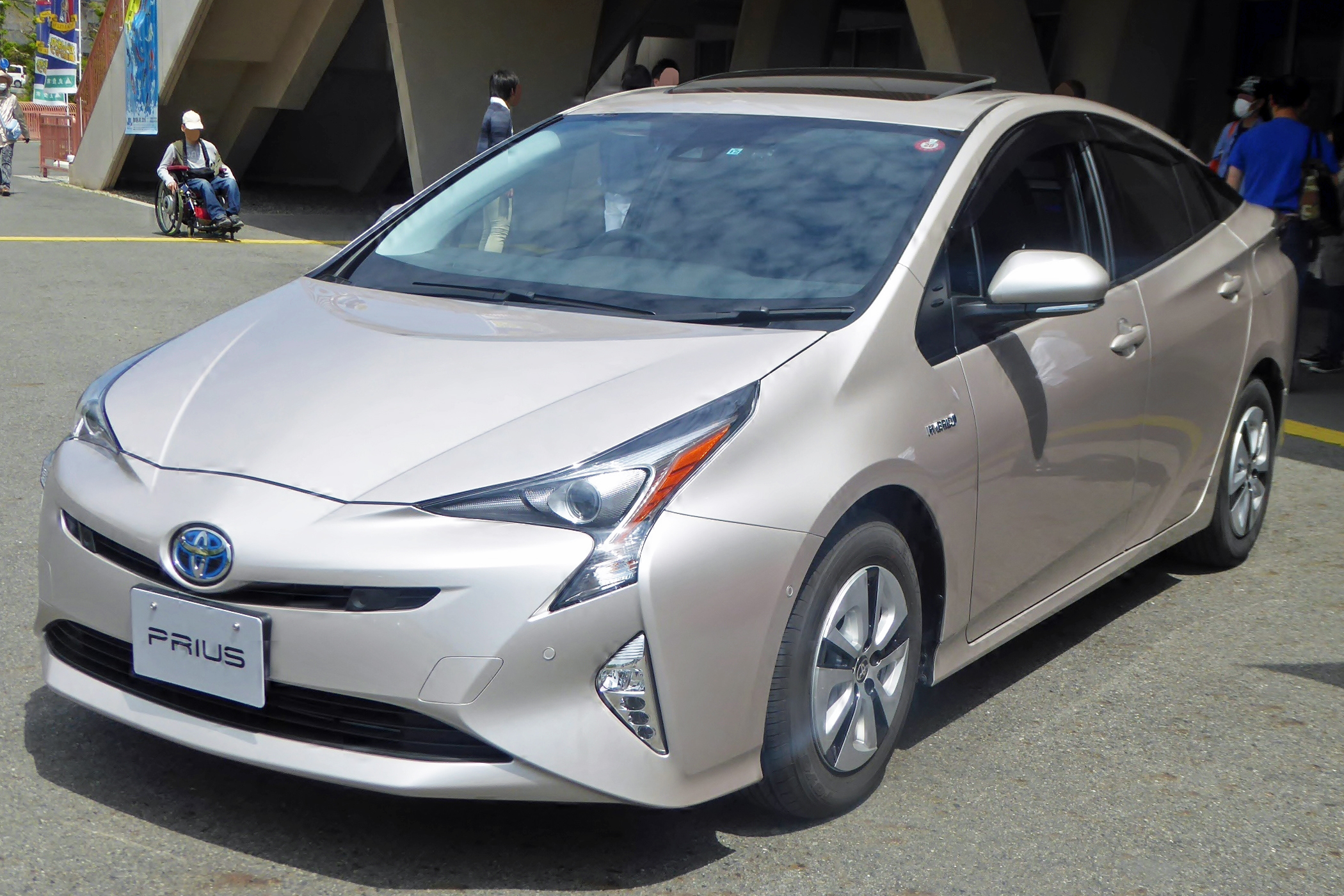
Toyota Prius

En miljöbil är en typ av personbil som uppfyller bland annat lägre utsläpp av miljöfarliga ämnen, jämfört med vanliga bilar.

## Definition
Det finns ingen enhetlig definition av begreppet miljöbil, utan olika kriterier tillämpas av olika kommuner och myndigheter. Inom EU bestäms vilka bilar som är miljöbilar genom klassificeringssystemet Euro. För Euro 6 är maxgränserna koldioxid per kilometer högst 50 gram för dieselbilar och 100 gram för bensinbilar.
Exempel på miljöbilar är hybridbilar, laddhybridbilar, elbilar, gasbilar och etanolbilar om de uppfyller de regler som finns om utsläpp, men även vissa konventionella bensin- eller dieseldrivna bilar. Det finns också vätgasbilar som går på vätgas (H2) och utsläppen från en bränslecell ihop med vätgas är rent vatten, vilket är väldigt miljövänligt.

## Skatter och förmåner
Fram till och med den 30 juni 2009 fick privatpersoner 10 000 kr i miljöbilspremie vid köp av en ny bil; kravet var att köparen behöll den i mer än sex månader.
Från och med 1 januari 2010 infördes befrielse från fordonskatt i 5 år för nya miljöbilar i Sverige.
Regeringen beslutade den 22 december 2011 att införa en supermiljöbilspremie för att stimulera försäljningen och användningen av nya bilar med låg klimatpåverkan. Premien omfattar personbilar med mycket låga utsläpp av växthusgaser, max 50 gram koldioxid per km. Från den 1 januari 2016 skiljer man mellan rena elbilar, som inte släpper ut någon koldioxid, och laddhybrider, som släpper ut högst 50 gram koldioxid per km vid blandad körning. Premien är 40 000 kr vid köp av ren elbil och 20 000 kr för laddhybrider.
Under de fyra åren 2012-2015 utbetalades mer än en halv miljard kronor. 2016 utbetalades 347,9 miljoner kronor. Under 2017 har det hittills (tom 2017-08-01) utbetalats över 182 miljoner kronor i supermiljöbilspremie.
En bil som klassats som miljöbil särbehandlas med generellt lägre beskattning (detta upphör 1 juli 2018), parkeringsförmåner (i vissa kommuner)[källa behövs], tillåtelse att trafikera miljözoner[källa behövs] och (i vissa kommuner) även nyttja körfält för kollektivtrafik[källa behövs]. Samtidigt som skattebefrielsen upphör infördes bonus-malus. Den 8 november 2022 upphörde miljöbonusen med en dags varsel och utan remissförfarande.